# Saturnino de la Fuente Garcia
Saturnino de la Fuente Garcia (Léon, 11 februari 1909 - aldaar, 18 januari 2022) was een Spaanse supereeuweling.
De la Fuente Garcia werd geboren in León in de autonome regio Castilië en León. Na het overlijden van de 111-jarige Roemeen Dumitru Comănescu op 27 juni 2020 werd hij de oudste nog levende man in Europa. Na het overlijden van de 113-jarige Emilio Flores Marquez uit Puerto Rico op 12 augustus 2021 werd hij tevens de oudste man ter wereld, wat een maand later, op 10 september, door het Guiness Book of Records werd bevestigd.
Hij had zeven dochters en één zoon, die als kind stierf. Hij had 14 kleinkinderen en 22 achterkleinkinderen.
De la Fuente Garcia overleed op 18 januari 2022. Hij was toen 112 jaar en 341 dagen oud.